# Shoreline
Shoreline ist eine Stadt im Nordwesten des King County im US-Bundesstaat Washington. Sie befindet sich 24 Kilometer nördlich von Downtown Seattle, der größten Stadt Washingtons und gehört ebenfalls zur Metropolregion Seattle.

## Geschichte
Das heutige Stadtgebiet von Shoreline wurde ab 1890 besiedelt. 1906 wurde die Ortschaft durch eine Überlandstraßenbahn mit den Städten Seattle und Everett verbunden. Die Einwohnerzahl wuchs durch die Anbindung an die Great Northern Railway schnell an.
1995 erhielt der Ort offiziell das Stadtrecht.

## Geographie
Im Norden grenzt die Stadt an das benachbarte Snohomish County, im Osten an den Lake Washington, im Süden an Seattle und im Osten an den Puget Sound.

## Demographie
Zum Zeitpunkt des United States Census 2020 lebten 58.608 Personen in der Stadt, die sich auf 24.043 Haushalte verteilten.

## Städtepartnerschaft
- Boryeong, Südkorea

## Persönlichkeiten
- Wurrie Njadoe (* 1997), gambisch-US-amerikanische Sprinterin